# Marcus Peducaeus Plautius Quintillus
Marcus Peducaeus Plautius Quintillus est un sénateur romain qui est consul en 177. Il est un neveu de l'empereur romain Lucius Verus (161 à 169).

## Biographie
Né en 144, il était le fils de Plautius Quintillus, consul en 159, et de Ceionia Fabia, la sœur de Lucius Verus. Il fut adopté par Marcus Peducaeus Stloga Priscinus, consul en 141.
Il a épousé Fadilla, fille de Marc Aurèle. Il est consul en 177 avec pour collège l'empereur Commode. Lors de la guerre civile qui suit l'assassinat de son beau-frère Commode, il est augure, et s'oppose au Sénat à Didius Iulianus,.
Il est exécuté en 205 sur ordre de Septime Sévère «malgré sa vie retirée et paisible»,.

## Famille
De son épouse Fadilla, ils eurent peut être une fille, Plautia Servilia, qui fut l'épouse de Quintus Hedius Rufus Lollianus Gentianus, consul suffect vers 186.

### Sources épigraphiques
- CIL VI, 631 (ILS, 5084)
- CIL VI, 2382b
- CIL X, 285
- CIL XIV, 328
- CIL XV, 7360.
- ISM 1, 332
- ISM 1, 351
- (AE 1939, 127) ; I.Ephesos, 1423
- (AE 1971, 534) ; IAM 94